# 丸田麻里
丸田麻里，藝名：（1961年4月25日—），日本女性配音員、歌手。出身於東京都。身高158cm。O型血。

## 簡介
ARTSVISION所屬，日本播音演技研究所畢業。本名和舊藝名丸田麻里。
為人熟悉的代表配音作品有《絕對無敵雷神王》的星山吼兒、《機甲警察金屬傑克》的財前純、《機動戰士V鋼彈》的瑪希莉雅·梅利露、《靈異教師神眉》的風間守、《超能奇兵》的仲夏、《魯莽天使》的蘇我雪花及《忍者亂太郎》的次屋三之助。

## 來歷、人物
從小興趣是繪畫而開始學畫漫畫，長大之後進入美術短期學校就讀，並加入漫畫研究社。所以在參加動畫配音時曾經提供作品相關的漫畫創作。
父親從事舞台裝置的工作，母親為舞台演員。
除了從事配音工作之外，也有從事爵士樂演奏。另外在2007年與同行井上喜久子、鋼琴家小笠原純子共3人組成音樂組合「Wild Strawberry」。
2013年6月與交往10年的圈外男性結婚。

## 演出
粗體字表示主要角色。

### 電視動畫
1990年
- 至尊勇者（ハニワン）

1991年
- 鴉天狗KA·BU·TO（小百合）
- 機甲警察金屬傑克（財前純）
- 絕對無敵雷神王（星山吼兒、今村明的母親）
- 太陽勇者（浩二）

1992年
- 風中少女 金髮珍妮（湯米）
- 元氣爆發（少年）

1993年
- 海潮之聲
- 機動戰士V鋼彈（瑪希莉雅·梅利露、西西里·菲茲治聶）
- 疾風戰士（波特）
- 麵包超人（書包弟弟）
- 唐拉貢（日语：ドンラゴン）（唐拉貢）

1994年
- 機動武鬥傳G鋼彈（小孩B）
- 淘氣貓 喵喵三丁目 (第2期)（桃）
- 忍者亂太郎（茶屋大嬸）
- 美少女戰士S（ドブリン）
- 麵包超人（羊大嬸〈第4代〉、〈初代〉）
- 勇者警察（女孩子）

1995年
- 去吧！稻中桌球社（犬神龍子）
- 黃金勇者（士官）
- 怪盜Saint Tail（明生、修女）
- 咚康！機器人天唐（日语：ドッカン!ロボ天どん）
- 美少女戰士SuperS（ジャンジャラ娘、御手玉子）

1996年
- 機動新世紀鋼彈X（店員）
- 靈異教師神眉（風間守）
- 名偵探柯南（愛子、赤木守）

1997年
- 鬼太郎 (第4作)（友吉）
- 手塚治虫的舊約聖書物語（日语：手塚治虫の旧約聖書物語）（以實瑪利〈幼年時期〉）

1998年
- 星際牛仔（廣播A）
- 蠟筆小新（的佑子）
- 神化嬌嬌女 (新版)（太太）

1999年
- ∀鋼彈（大嬸A）
- 甜蜜小天使 (1998年版)（ピョン）

2000年
- 櫻花大戰 (TV動畫)
- 忍者亂太郎（珍念）

2001年
- 超能奇兵（仲夏、大嬸）

2002年
- 我們這一家（大山、弟弟、小孩）
- 魯莽天使（蘇我源造的姊姊〈蘇我雪花〉）
- 哆啦A夢 (大杉羨代版)（少年、小孩）
- 忍者亂太郎（城公子）

2003年
- 我們這一家（店員2）
- 高橋留美子劇場（小田、甲介）
- 哆啦A夢 (大杉羨代版)（少年A、少年C、少女B、院內廣播、小坊主、女人、目玉監視、少年A）
- 惑星奇航（樊莉、工作人員、看護）
- 名偵探柯南（朱美的母親）

2004年
- 哆啦A夢 (大杉羨代版)（澀佐日向、電腦、少年A）
- 名偵探柯南（女）
- 仙境傳說 THE ANIMATION（女）

2005年
- 哆啦A夢 (水田山葵版)（咪咪）

2006年
- 犬神！（ソクラテス）
- 天使心（女性記者）
- 哆啦A夢 (水田山葵版)（野比大雄的奶奶（日语：のび太のおばあちゃん））
- 忍者亂太郎（次屋三之助、卯子）
- 名偵探柯南（毒島桐子）

2007年
- 可愛小水滴 啊哈☆（日语：ぷるるんっ!しずくちゃん）

2010年
- 忍者亂太郎（村人）

2011年
- 忍者亂太郎（忍蛋）
- 名偵探柯南（得墨忒爾·包爾）

2012年
- 忍者亂太郎（嬰兒）

2016年
- 名偵探柯南（蘇珊·特倫佩爾曼）

2017年
- 忍者亂太郎（嬰兒）

### 電影動畫
1993年
- 銀河英雄傳說：新戰爭的序曲

1994年
- 酸梅星王子：來自宇宙的盡頭～乓啪囉乓！（子）

1996年
- 哆啦A夢：大雄與銀河超特急（ガイドカード）

1997年
- （緒明菊三郎）

2002年
- 哆啦A夢：大雄與機器人王國（未來百貨公司店員[9]）

2003年
- 劇場版 我們這一家（大山）

2006年
- 哆啦A夢：新·大雄的恐龍（主婦B[10]）

2007年
- 哆啦A夢：新·大雄的魔界大冒險 ～7人魔法使～（記者）

2008年
- 哆啦A夢：大雄與綠之巨人傳（亞瑪的母親）

2009年
- 哆啦A夢：新·大雄的宇宙開拓史（市民[11]）

2010年
- 哆啦A夢：大雄的人魚大海戰（咪咪）

2012年
- 進化後篇QUAN（仲夏）

2019年
- 淘氣貓 喵喵三丁目：小玉與不可思議的石像（貝[12]）

### OVA
1990年
- 超真實麻雀 麻雀爭奪戰（日语：スーパーリアル麻雀）（香織）

1994年
- 疾風戰士銀堡壘 在銀光的旗幟下（波特）
- MAPS（日语：マップス (OVA)#1994年（KSS）版）（加塔利翁）

1997年
- 愛麗絲 in Cyberland（日语：ありす in Cyberland）（艾莉西亞·道格拉斯）

2005年
- 與麵包超人一起開始吧！元氣百倍！悠閑地享受歌曲（嬰兒象）

### 遊戲
1993年
- 超真實麻雀PIV（日语：スーパーリアル麻雀#スーパーリアル麻雀PIV）（香織）
- Moonlight Lady（日语：ムーンライトレディ）（妮凱）

1994年
- ADVANCED V.G.（日语：ヴァリアブル・ジオ）（曾根崎惠）
- 星球破壞者（日语：スターブレイカー）

1995年
- STREET FIGHTER REAL BATTLE ON FILM（日语：ストリートファイター リアルバトル オン フィルム）（春麗）

1996年
- （接線員）
- 愛麗絲 in Cyberland（日语：ありす in Cyberland）（艾莉西亞·道格拉斯）
- 戀愛物語（日语：エーベルージュ）（奈忒·康德曼）[注 2]
- 新超級機器人大戰（日语：新スーパーロボット大戦）（瑪希莉雅·梅利露）

1997年
- Cat the Ripper 第13位偵探（日语：Cat the Ripper 13人目の探偵士）
- 同級生麻雀（齋藤真子）
- 洛克人X4（廢墟中的小惡魔·分身蘑菇）

1998年
- ADVANCED V.G.2（霧島恭子）
- 初戀物語（秋櫻子）

1999年
- 航空特技團 featuring Blue Impulse（上原翔子）
- SD鋼彈 G世代-ZERO（瑪希莉雅·梅利露）

2000年
- 航空特技團F（上原翔子）
- SD鋼彈 G世代-F（瑪希莉雅·梅利露、蘿絲瑪莉·拉斯貝利）
- 超級機器人大戰α（瑪希莉雅·梅利露）
- 薩爾達傳說 穆修拉的假面

2003年
- 星海遊俠 Till the End of Time（日语：スターオーシャン Till the End of Time）（羅傑·S·赫胥黎）
- 第2次超級機器人大戰α（蘿絲瑪莉·拉斯貝利）

2004年
- 超級機器人大戰GC（日语：スーパーロボット大戦GC）（星山吼兒）

2005年
- 新世紀勇者大戦（日语：新世紀勇者大戦）（星山吼兒）
- 深淵傳奇（諾瓦爾）
- Realize -Panorama Luminary-（日语：リアライズ (ゲーム)）（松浦綾乃）

2006年
- 犬神！ feat.Animation（雞）
- SD鋼彈 G世代 PORTABLE（瑪希莉雅·梅利露）
- 超級機器人大戰XO（日语：スーパーロボット大戦GC）（星山吼兒）

2007年
- SD鋼彈 G世代 SPIRITS（瑪希莉雅·梅利露、蘿絲瑪莉·拉斯貝利）

2009年
- 超級機器人大戰NEO（日语：スーパーロボット大戦NEO）（星山吼兒）

2010年
- Another Century's Episode:R（蘿絲瑪莉·拉斯貝利）

2012年
- 英雄幻想曲（日语：ヒーローズファンタジア）（仲夏[13]）
- 極度混亂（瑪姬露達）

2013年
- 超級機器人大戰Operation Extend（星山吼兒）

2015年
- 薩爾達傳說 穆修拉的假面 3D
- 超級機器人大戰BX（星山吼兒）

### 外語配音

#### 電影
- 阿飛外傳（英语：Alfie (2004 film)）（多麗〈珍·考克斯基〉）
- 遜咖冒險王（英语：Diary of a Wimpy Kid (film)）（弗雷格利〈葛雷森·羅素（英语：Grayson Russell）〉）※DVD版。
- 遜咖冒險王2（英语：Diary of a Wimpy Kid: Rodrick Rules (film)）（弗雷格利〈葛雷森·羅素〉）※STAR CHANNEL（日语：スター・チャンネル）版。
- 驚聲尖笑（布蘭妲·米克斯〈瑞吉娜·霍爾〉）
- 驚聲尖笑2（布蘭妲·米克斯〈瑞吉娜·霍爾〉）
- 豪情四兄弟（少年時期的湯米·馬爾卡諾〈喬納森·塔克〉）※富士電視台版。
- 雷鳥神機隊 (2004年電影)（特朗索姆〈蘿絲·基岡（英语：Rose Keegan）〉）

#### 電視影集
- 金剛戰士系列
  - 金剛戰士（珍妮·關／黃衣戰士（英语：Trini Kwan）〈初代日語配音／垂庄〉）
  - 金剛戰士：銀河戰隊（英语：Power Rangers Lost Galaxy）（Alpha 6〈Wendee Lee〉）
  - 金剛戰士：太空戰隊（英语：Power Rangers in Space）（Alpha 6〈Wendee Lee〉、Adelle Ferguson、Venus de Milo）
- 醜女貝蒂 (第3季)（彭妮、明蒂）

#### 動畫
- 一路順風，查理布朗（露西·潘貝魯特）
- 仙履奇缘 ※1992年公映版。
- 大力士（英语：Hercules (1998 TV series)）（女性）
- 麻辣女孩（魯弗斯）

### 特攝影集
1996年
- 激走戰隊車連者（噠布的聲音）
  - 「電視雜誌特攝 激走戰隊車連者英雄學校」（噠布的聲音）

1997年
- 激走戰隊車連者VS王連者（噠布的聲音）

1998年
- 電磁戰隊百萬連者VS車連者（日语：電磁戦隊メガレンジャーVSカーレンジャー）（噠布的聲音）

### 廣播節目
- 丸田麻里的小房間

### CD

#### 廣播劇CD
- 絕對無敵雷神王系列（星山吼兒）
  - 絕對無敵雷神王 唱歌吧地球防衛組！
  - 絕對無敵雷神王IV 地球防衛組全員出動！
  - 絕對無敵雷神王V 廣播劇CD特輯 絕對無敵的玉手箱（トウトウココマデヤッチマッタ）
  - 絕對無敵雷神王 1
  - 絕對爆發雷神王對元氣爆發（非賣品）
- 花之飛鳥組！2（日语：花のあすか組!#ドラマCD2）（裏番組織懲罰隊長）
- 黑之李冰 廣播劇CD 夏朝幻想（成湯）
- 廣播劇CD 深淵傳奇Vol.4（迪斯特〈小時候〉）
- 忍者亂太郎系列（次屋三之助）
  - 忍者亂太郎 廣播劇CD 體育委員會之卷
  - 忍者亂太郎 廣播劇CD 一年綠組之卷

#### 專輯CD
- TOMORROW
- MALTA-VO（2007年5月25日發行）
- （音樂組合“Wild Strawberry（日语：ワイルドストロベリー (音楽ユニット)）”名義）

### 其它
- （巴哈同學、旁白，NHK教育）
- 絕對無敵雷神王 馬拉松廣告（星山吼兒）
- （富士的橘子、諾美大佐，NHK教育）

## 腳註

## 外部連結
- ARTSVISION公式官網的聲優簡介（页面存档备份，存于） （日語）
- （日語）－丸田麻里的官方個人部落格。
- 音樂組合“Wild Strawberry”公式官網 （日語）